# Амфилаты
Амфила́ты   — деревня  в  Смоленской области России,  в Ельнинском районе. Население — 28 жителей  (2007 год) .  Расположена в юго-восточной части области  в 18 км к северу от города Ельня, у автодороги  Р137 Сафоново — Рославль, на берегу реки Гастижа. Входит в состав Рождественского сельского поселения.   

## Экономика
Фермерское хозяйство «Отрада» .